# Lepidosaphes coreana
Lepidosaphes coreana är en insektsart som först beskrevs av Borchsenius 1962.  Lepidosaphes coreana ingår i släktet Lepidosaphes och familjen pansarsköldlöss. Inga underarter finns listade i Catalogue of Life.